# Путевое развитие
Путевое развитие — элемент путевого хозяйства железнодорожного транспорта.
Путевое развитие станций — дополнительные группы путей на станциях, помимо главных, предназначенные для обгона, скрещения, приёма и отправления поездов. Позволяет, при развитых путевых устройствах, производить маневровую работу по расформированию и формированию поездов, ремонту локомотивов и вагонов, экипировку локомотивов и другие технические операции с поездами. Путевое развитие железнодорожных узлов должно обеспечивать, кроме операций, обычных для работы станций, входящих в узел, также передачу вагонов между отдельными сходящимися в узел железнодорожными линиями, пропуск транзитных поездов с одной линии на другую и пропуск поездов с переработкой на отдельных станциях узла.
Путевое развитие подъездных путей — группа путей, обеспечивающая в соответствии с объёмом перевозок бесперебойную погрузку и выгрузку грузов, маневровую работу и рациональное использование вагонов и локомотивов.
Путевое развитие депо — группа путей, обеспечивающая удобную выдачу электроподвижного состава и следование его в депо с минимальным пересечением главных путей и наименьшим производством маневровых передвижений. Путевое развитие обеспечивает независимый вход и выход на станционную территорию.